# Berneray
Ne doit pas être confondu avec Barra Head, une autre île écossaise aussi appelée Berneray.
Berneray, en gaélique écossais Beàrnaraigh na Hearadh, est une île du Royaume-Uni située en Écosse, dans l'archipel des Hébrides extérieures, à proximité de l'île de North Uist qui se trouve au sud et à laquelle elle est reliée par une chaussée.

## Étymologie
Berneray tirerait son nom des termes norvégiens bjørn qui signifie « ours » et øy qui signifie « île ».

## Géographie
Berneray fait partie de l'archipel des Hébrides extérieures et est située dans le détroit de Harris, en écossais Caolas na Hearadh, qui sépare Harris située au nord-est de l'île de North Uist située au sud. Les autres îles entourant Berneray sont Pabbay au nord-ouest, Ensay et Killegray au nord-est, Torogaigh au sud et Boreray à l'ouest. Berneray est séparée de North Uist par le détroit de Berneray, en écossais Caolas Bheàrnaraigh, et de Pabbay par le détroit de Pabbay, en écossais Caolas Phabaigh.
L'île est de forme allongée, orientée sud-ouest-nord-est. La côte Ouest est relativement rectiligne et forme une plage de sable bordée par un cordon dunaire tandis que la côte Est est découpée en trois baies : Loch Bhuirgh, Poll an Oir et Loch a Bàigh. Ce littoral est déterminé par le relief de l'île : la moitié Ouest est sablonneuse et a une altitude moyenne peu élevée tandis que la moitié Est est rocheuse et dominée par trois collines alignées : Beinn a’ Chlaidh, Cnoc Bhuirgh et Beinn Shleibhe, le point le plus élevé de Berneray avec 93 mètres d'altitude. Au contact des deux moitiés de l'île se trouvent deux lacs : loch Bhrusda qui se déverse dans le loch Beag Bhirgh qui se vide à son tour dans la baie de Loch Bhuirgh. Dans les deux vallons dominés par les trois collines se logent des habitations qui forment deux hameaux : Borgh et Ruisigearraidh. La seule route de l'île relie ces habitations entre elles et est connectée au réseau routier de North Uist via une chaussée dans le Sud de l'île.
La seule végétation de l'île est formée de prés, de machairs et de landes.

## Histoire

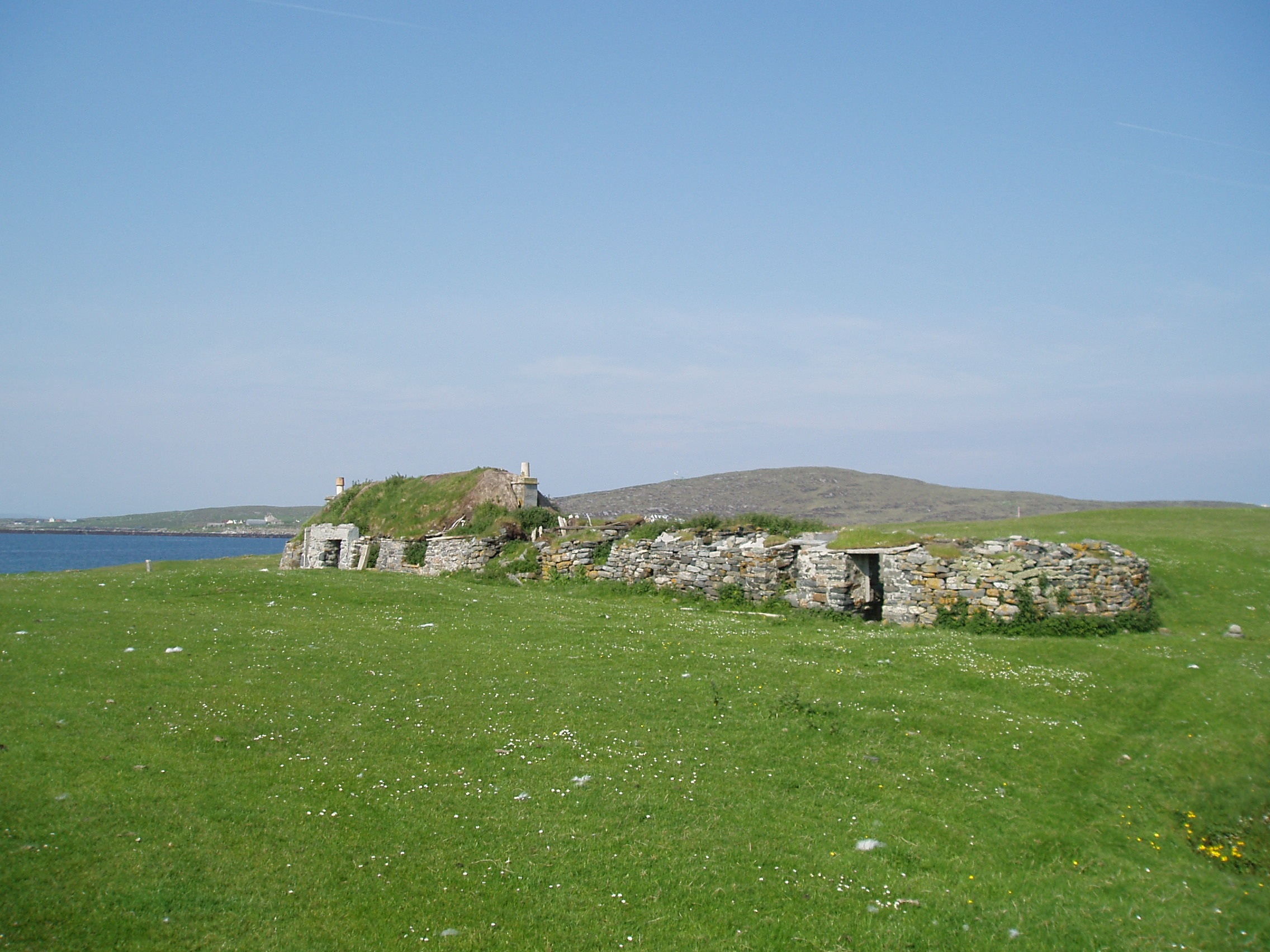
Ruine sur Berneray.

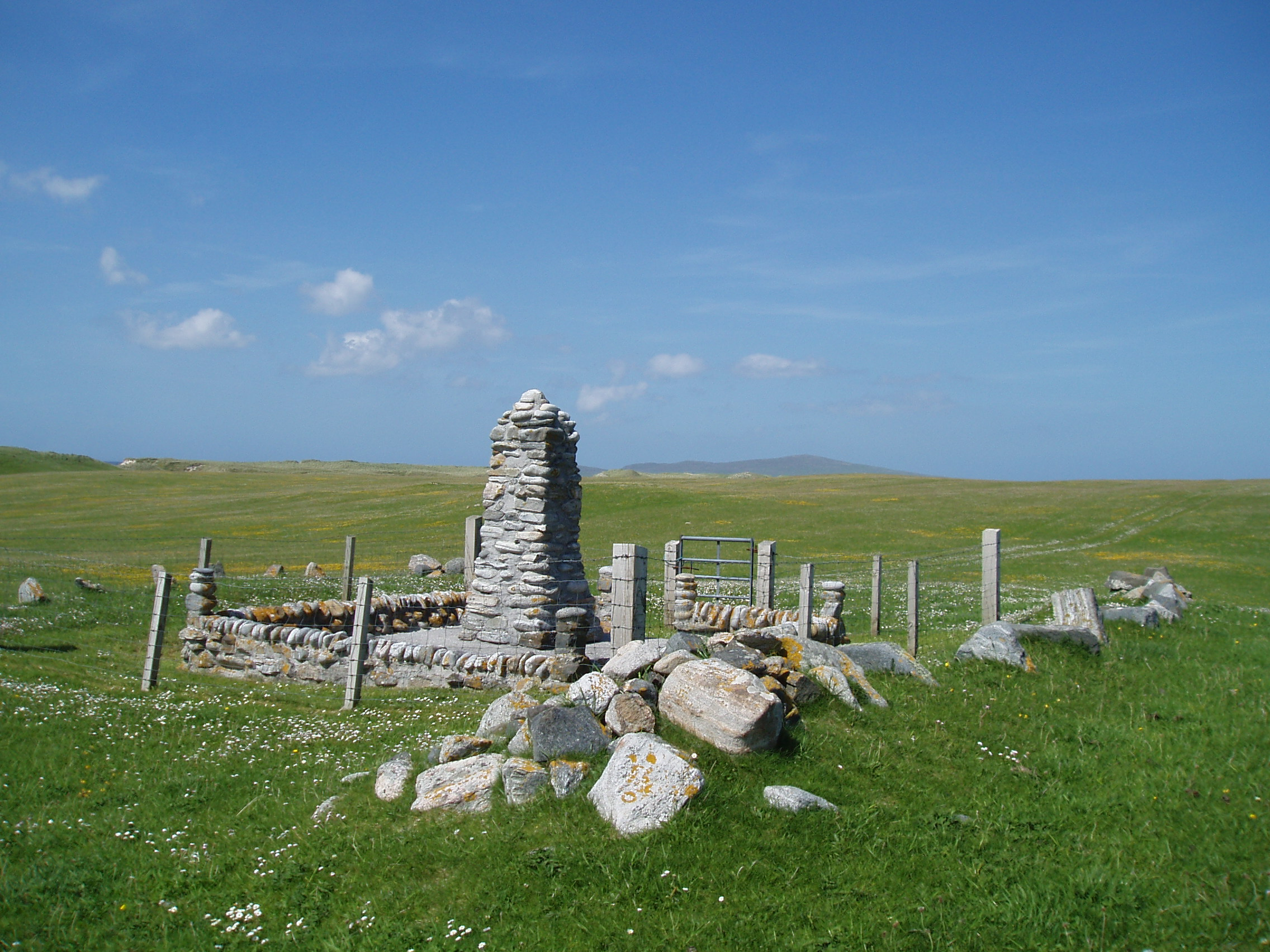
Mémorial érigé en 1991 sur Berneray en l'honneur de Giant MacAskill.

Comme en témoignent des ruines de constructions, Berneray est habitée au moins depuis l'âge du bronze. Une invasion picte débarque dans les Hébrides extérieures et occupe Berneray à partir du IIe siècle mais c'est au tour des Vikings de s'y installer à partir du VIIIe siècle. Les témoins de cette occupation sont les nombreux sites funéraires sacrés répartis sur l'ensemble de l'île. Les Vikings sont alors témoins du rattachement de l'île de Siabaidh au sud de l'île de Berneray au cours d'une tempête ; une autre tempête provoquera la destruction du village de Siabaidh en 1697.
Au XVIe siècle est bâtie la plus vieille construction de l'île, The Gunnery, un bâtiment fortifié à deux étages qui constitue le fief des McLeods de Berneray et qui était utilisé comme moyen de défense lors des guerres féodales entre les clans. Un de ces McLeods, Sir Norman McLeod, devint propriétaire de l'île et sa mémoire de chevalier royaliste combattant lors de la bataille de Worcester est honorée par une dalle de marbre placée à l'entrée de The Gunnery.
À partir de la fin du XVIIIe siècle, la population de Berneray émigre principalement aux États-Unis et en Nouvelle-Écosse et diminue jusqu'à 712 habitants en 1841 ce qui a pour conséquence d'affecter l'économie et l'agriculture de l'île avec l'abandon de certains champs et le déclin du commerce de la laine. Des famines touchent alors les habitants comme en 1848 lors de laquelle les habitants sont employés à la construction d'une route ce qui leur permet d'être payés en nourriture. L'émigrant le plus célèbre originaire de Berneray est certainement Angus Mor MacAskill, né à Berneray en 1825 et mort en 1863, qui intégra le cirque Barnum sous le nom de Giant MacAskill en raison de sa taille (jusqu'à 2,36 mètres selon les sources) et de son poids (jusqu'à 192 kilogrammes). Un autre évènement majeur de l'île est la division en de nombreuses parcelles de la ferme de Borgh en 1900.
La construction de la chaussée reliant Berneray à North Uist constitue un autre changement majeur dans l'histoire de l'île, ses habitants pouvant facilement transiter entre les deux îles. Cette facilité d'accès permet le développement du tourisme encadré par l'Historical Society constituée des habitants de l'île, d'historiens locaux et de membres externes et ayant pour objectif la sauvegarde et la promotion du patrimoine historique de Berneray.